# Sungai Lintang (V Koto)
Sungai Lintang is een bestuurslaag in het regentschap Muko-Muko van de provincie Bengkulu, Indonesië. Sungai Lintang telt 385 inwoners (volkstelling 2010).